# 60
Cette page concerne l'année 60  du calendrier julien. Pour l'année 60 av. J.-C., voir 60 av. J.-C. Pour le nombre 60, voir 60 (nombre).
L'année 60 est une année bissextile qui commence un mardi.

## Événements
- 1er janvier : début du consulat de Néron et Cossus Cornelius Lentulus. Néron instaure les premiers jeux quinquennaux, dits néroniens[1].

- Printemps, campagne d'Arménie : Corbulon renverse Tiridate Ier et place Tigrane VI de Cappadoce sur le trône d'Arménie[2].

- La reine des Icéniens, Boadicée (Boudicca), au sud de la Bretagne, se révolte à la suite de son humiliation par des soldats romains (elle a été fouettée publiquement et ses filles ont été violées). Camulodunum (Colchester), Verulamium (St Albans) et Londinium (Londres) sont pillées et incendiées par les rebelles. Des couches de matériaux calcinés ont été dégagés à Londres par les archéologues[3]. Des civils romains sont massacrés à Camulodunum et à Londinium. Suetonius Paulinus dirige la répression (60-61)[1].
- Le procurateur de Judée Antonius Felix est rappelé par Néron et remplacé par Porcius Festus, qui fait transférer à Rome Paul (Saül), ex-pharisien devenu le leader chrétien le plus actif pour l’admission des païens[1]. Il doit réprimer une révolte dans le désert.
- Paul, en transfert vers Rome, est à Malte à la suite d’un naufrage. Il y séjourne trois mois et convertit le gouverneur romain Publius[4].
- De violents séismes détruisent les villes de Hiérapolis, Laodicée du Lycos, Colossae[1].

## Naissances en 60
- Juvénal, poète satirique latin (année probable).
- Nicomaque de Gérase, mathématicien (année probable).

## Décès en 60
- Pierre (Simon), apôtre (année officielle).
- André, apôtre (d'après la tradition).
- Domitius Afer, orateur et avocat romain, né à Nemausus (Nîmes).
- Publius Pomponius Secundus, général et poète romain (année probable).
- Prasutagos, roi britto-romain, époux de Boadicée (année probable).